# Bogdanovići
Bogdanovići (1948-ig "Sratok", 1991-ig "Bogdanović" volt a hivatalos neve) falu Horvátországban Split-Dalmácia megyében. Közigazgatásilag Prgomethez tartozik.

## Fekvése
Splittől légvonalban 21, közúton 36 km-re északnyugatra, Trogirtól légvonalban 15, közúton 26 km-re északra, községközpontjától légvonalban 5, közúton 10 km-re északkeletre Dalmácia középső részén a Zagorán, Trogir előterében fekszik. Határa nyugat-keleti kiterjedésű.

## Története
A település környékén már a történelem előtti időben éltek emberek. Erről tanúskodnak az erődített települések maradványai és a nagy számú halomsír. Határában Gradina kod Hrgán, Gradina kod Mateljanán és Gradina kod Grgićán is találhatók ilyen erődítmények maradványai. A 7. században a Bizánci Birodalom fennhatósága alatt állt ez a terület, amikor avar-szláv támadás érte. Ennek eredményeképpen elesett a térség akkori legnagyobb városa Salona is. A dalmát Zagora termékeny földjén új lakosság, a mai horvátok ősei telepedtek le, akik magukba olvasztották az itt talált romanizált lakosságot. Egyházilag e vidék a spliti érsekség alá tartozott, a missziós munkát a bencés szerzetesek végezték. A török háborúk idején e vidék lakossága nagyrészt elmenekült. A török veszély elmúltával ferences szerzetesek telepítették újra, akik a hívek lelki szolgálatát is ellátták. 1686-ban a nevesti plébániához tartozott. Az 1709-es velencei összeírásban „Sratoch” alakban szerepel. 1797-ben a Velencei Köztársaság megszűnésével a település a Habsburg Birodalom része lett. 1806-ban Napóleon csapatai foglalták el és 1813-ig francia uralom alatt állt. Napóleon bukása után ismét Habsburg uralom következett, mely az első világháború végéig tartott. 1857-ben 526, 1910-ben 762 lakosa volt. Az I. világháború után rövid ideig az Olasz Királyság, ezután a Szerb-Horvát-Szlovén Királyság, majd Jugoszlávia része lett. A második világháború idején olasz csapatok szállták meg. Lakossága 2011-ben 184 fő volt, akik főként mezőgazdaságból és állattartásból éltek. A perkovići plébániához tartoztak.

## Lakosság
| Lakosság változása | Lakosság változása | Lakosság változása | Lakosság változása | Lakosság változása | Lakosság változása | Lakosság változása | Lakosság változása | Lakosság változása | Lakosság változása | Lakosság változása | Lakosság változása | Lakosság változása | Lakosság változása | Lakosság változása | Lakosság változása |
| ------------------ | ------------------ | ------------------ | ------------------ | ------------------ | ------------------ | ------------------ | ------------------ | ------------------ | ------------------ | ------------------ | ------------------ | ------------------ | ------------------ | ------------------ | ------------------ |
| 1857               | 1869               | 1880               | 1890               | 1900               | 1910               | 1921               | 1931               | 1948               | 1953               | 1961               | 1971               | 1981               | 1991               | 2001               | 2011               |
| 526                | 570                | 599                | 602                | 687                | 762                | 918                | 894                | 860                | 895                | 896                | 699                | 496                | 360                | 263                | 184                |

## Nevezetességei
- Szent Miklósnak szentelt temploma több szakaszban épült fel, végül a homlokzatra 1891-ben építették rá a harangtornyot a két haranggal. A bejárat felett körablak, felette pedig hatágú rozetta látható. Főoltára márványból készült, rajta Szent Miklós márvány szobrával, valószínűleg spliti mester alkotása. A szentély falán a Szeplőtelen Szűz Mária képe Pietro Bezzi alkotása 1788-ból. A diadalívnél két mellékoltár áll a Szeplőtelen Szűz Máriának és Szent Antalnak szentelve. A hajóban Szent Anna szobra, valamint Szent Miklós, Szent Anna és Szent Illés próféta képei láthatók, szintén Bezzi alkotásai. A templomnak egy régi, fából faragott feszülete is van.[6] A templom mellett temető található.
- A településen összesen kilenc kis kápolna is található. A két legrégebbi a Sinji Miasszonyunk, míg a harmadik, melyet 1937-ben építettek a Jurić-háznál Szent Antal tiszteletére van szentelve.
- Történelem előtti erődített települések maradványai a Gradina kod Hrga, Gradina kod Mateljana és Gradina kod Grgića nevű magaslatokon.
- A település északi részén, a Vuka folyó feletti magas terasz szélén található a Voćnjak nevű őskori régészeti lelőhely. A régészeti kutatásokat a Vukovári Városi Múzeum végezte, melynek során feltárták a bádeni, kostolaci és a vučedoli kultúrák régészeti leleteit. A lelőhely többrétegűsége megerősíti az itteni őskori népesség hosszú ideig tartó folytonosságát.[7]